# Broedhaarmuts
Broedhaarmuts (Orthotrichum lyellii) is een soort uit het geslacht haarmuts (Orthotrichum). Hij is te vinden in het westen van Noord-Amerika en Europa. Hij wordt meestal epifytisch gevonden op een verscheidenheid aan bomen, en minder vaak op rotsen of keiensubstraten.

## Determinatie
Broedhaarmuts wordt over het algemeen beschreven als het vormen van groene en gele matten, met losse plukjes die een hoogte bereiken van 3 tot 4 cm. De bladeren zijn lineair-lancetvormig, lang en fijn toegespitst, gekield en 3 tot 4 millimeter lang. De bladnerf strekt zich uit tot aan de punt van het blad. Als ze droog zijn, liggen de bladeren losjes op de stengel, als ze vochtig zijn, steken ze uit of buigen ze terug. De bladeren zijn meestal bedekt met talrijke opvallende broedlichamen, deze zijn roodbruin, eenrijig, cilindrisch of knotsvormig, soms vertakt.
De bladcellen zijn lang rechthoekig tot lineair aan de bladvoet nabij de bladnerf, en worden vierkant naar de bladrand toe. Boven de bladvloed zijn ze rond-ovaal, dikwandig, 10 tot 15 µm groot. De bladcellen zijn papillose en het hele bladoppervlak is vaak bestrooid met bruine ongeslachtelijke gemmae die kunnen helpen om het te onderscheiden van vergelijkbare soorten zoals Orthotrichum papillosum. Voortplanting vindt meestal plaats via de genoemde broedlichamen. De soort is tweehuizig. De sporenkapsel op de 1 millimeter lange seta is geheel of gedeeltelijk verzonken in de bladeren, ovaal langwerpig, achtvoudig geribbeld, met phaneropore huidmondjes in het onderste kapselgebied. De calyptra (huikje) is kegelvormig en dun behaard lang. Het dekseltje is lang gesnaveld en de kapselmond draagt 16 bleke exostoomtanden en 16 oranje endostoomtanden.
Aan de basis van de plant kunnen lichtbruine of bruine rhizoïden worden gevonden, waarbij de hoeveelheid vertakking varieert maar is meestal minimaal.

## Habitat en verspreiding
Broedhaarmuts is een suboceanische submediterrane soort en wordt verspreid op het noordelijk halfrond, met uitzondering van Centraal- en Oost-Azië.
In Noord-Amerika is de verspreiding voornamelijk beperkt tot het westen van de Rocky Mountains, van Zuidoost-Alaska tot Californië. Hij kan ook in heel Europa worden gevonden, aflopend van het Verenigd Koninkrijk tot het Middellandse Zeegebied van Noord-Afrika en West-Azië. De verspreiding van broedhaarmuts is geconcentreerd in gematigde regenwouden aan de kust die dichter bij zeeniveau liggen.
In Nederland komt het mos algemeen voor. Het is niet bedreigd en staat niet op de rode lijst.
Broedhaarmuts groeit epifytisch op het oppervlak van boomstammen en takken; ze groeien vaker op loofbomen zoals esdoorn, elzen en eiken, en minder vaak op naaldbomen zoals sparren en hemlocksparren. Ze zijn ook te vinden op de rotsen of rotsblokken onder de bomen, hoewel dit minder vaak voorkomt.